# Humam al-Din ibn Ala Tabrizi
Humam al-Din ibn Ala Tabrizi fou un poeta persa de l'època mongola, que fou visir de l'Azerbaidjan. Va viure al segle xiii i hauria mort vers el 1314.
Va deixar un diwan de dos mil versos i alguns altres escrits.